# دون توبين
دون توبين (بالإنجليزية: Don Tobin)‏ هو لاعب كرة قدم بريطاني في مركز الوسط، ولد في 1 نوفمبر 1955 في ليفربول في المملكة المتحدة. لعب مع تامبا باي راوديز ولوس أنجلوس لايزرز ونادي إيفرتون ونادي روتشديل ونادي سليغو روفرز ونادي ويتون ألبيون.